# فرمانده عالی نیروهای مسلح سوئد
فرمانده عالی نیروهای مسلح سوئد (سوئدی: Överbefälhavaren) ارشدترین جایگاه نظامی در مجموعه نیروهای مسلح سوئد است، که در سال ۱۹۳۹ تشکیل شد.